# Бъчварство
Бъчварството (също кацарство) е занаят, занимаващ се с изработването на дървени съдове (каци, бъчви, бурета) от дъски, притегнати с обръчи.
Професията се практикува най-вече от мъже. Самият процес на изработване на бъчвите е много бавен и трудоемък. Покровител на бъчварите е Трифон Зарезан.
В България бъчварството навлиза като занаят през IX век. В днешно време голям център на бъчварството у нас е ботевградското село Врачеш.